# Elecció papal de 1277
L'elecció papal de 1277 es va convocar a Viterbo després de la mort del papa Joan XXI i va durar del 30 de maig al 25 de novembre. Va ser l'elecció papal amb menys participants des de l'expansió del sufragi als cardenals-preveres i cardenals-diaques, amb només set cardenals electors, després de les morts de tres papes que no havien creat nous cardenals. Com que Joan XXI havia revocat Ubi periculum, la butlla papal del Papa Gregori X va establir el conclave, amb la seva pròpia butlla Licet felicis recordationis, que indicava que els cardenals no havien de decidir amb presses. Després de sis mesos de deliberacions, els cardenals finalment van escollir el més vell, el cardenal Giovanni Gaetano Orsini, que va prendre el nom de Papa Nicolau III. Des del final de l'elecció fins al primer consistori papal de Nicolau III, el 12 de març de 1278, el nombre de cardenals vius va ser el més baix que hi ha hagut mai en la història de l'església catòlica.

## Electors
Els set cardenals electors estaven dividits a parts iguals entre els partidaris de Carles I d'Anjou i els partidaris de les grans famílies romanes, que s'oposaven als interessos de Carles a Itàlia, i hi havia un dels cardenals sense preferència.
| Elector                  | Nacionalitat | Facció  | Orde i títol                                    | Elevat           | Elevador          | Notes |
| ------------------------ | ------------ | ------- | ----------------------------------------------- | ---------------- | ----------------- | --- |
| Bertrand de Saint-Martin | França       | neutral | Cardenal-bisbe de Sabina                        | 3 juny 1273      | Papa Gregori X    | Degà del Col·legi Cardenalici |
| Anchero Pantaleone       | França       | Anjou   | Cardenal-prevere de S. Prassede                 | 22 maig 1262     | Papa Urbà IV      | Cardenal protoprevere; Cardenal-nebot                                                                                              |
| Guillaume de Bray        | França       | Anjou   | Cardenal-prevere de S. Marco                    | 22 maig 1262     | Papa Urbà IV      | Camarlenc del Col·legi Cardenalici                                                                                                 |
| Giovanni Gaetano Orsini  | Roma         | Roma    | Cardenal-diaca de S. Nicola in Carcere Tulliano | 28 maig 1244     | Papa Innocenci IV | Protodiaca, arxipreste de la Basílica Vaticana, inquisidor general i protector de l'orde dels Franciscans; Elegit Papa Nicolau III |
| Giacomo Savelli          | Roma         | Roma    | Cardenal-diaca de S. Maria in Cosmedin          | 17 desembre 1261 | Papa Urbà IV      | Futur Papa Honori IV |
| Goffredo da Alatri       | Itàlia       | Anjou   | Cardenal-diaca de S. Giorgio in Velabro         | 17 desembre 1261 | Papa Urbà IV      | |
| Matteo Rosso Orsini      | Roma         | Roma    | Cardenal-diaca de S. Maria in Portico           | 22 maig 1262     | Papa Urbà IV      | Nebot de Giovanni Orsini |

### Absents
| Elector                | Nacionalitat | Orde i títol                | Elevat           | Elevador     | Notes                               |
| ---------------------- | ------------ | --------------------------- | ---------------- | ------------ | ----------------------------------- |
| Simon Monpitie de Brie | França       | Cardenal-prevere S. Cecilia | 17 desembre 1261 | Papa Urbà IV | Legat a França; futur Papa Martí IV |

## Procediment
Inicialment, els cardenals es reunien una vegada al dia per la votació, i després dels escrutinis tornaven a les seves cambres. Durant dos mesos, la votació es va desenvolupar sense incidents malgrat les discrepàncies entre els que volien un papa francès i els qui el volien romà. El cardenal da Alatri, l'únic que no era italià, va votar amb els francesos, mentre que Bertrand de Sabina va assumir una actitud neutral. Després de sis mesos els magistrats de Viterbo, impacients, bloquegen els cardenals a l'ajuntament. Després de l'elecció, Nicolau III trasllada el papat a Roma.